# Алма Карлин
Алма Ида Вилибалда Максимилиана Карлин (словен. Alma Ida Wilibalde Maximiliana Karlin; Печовник, 12. октобар 1889 — Печовник, 14. јануар 1950) била је аустријско-словеначка песникиња, етнограф, колекционарка, писац, путописац и теозоф. Била је јединица коју су њени родитељи добили кад су већ били у годинама; мајка јој је имала 43 а отац 58 година. Средње име Максимилиана је добила по оцу, јер је мислио да ће добити сина којег би подизао да буде војник..
Име Алма користи се у латинском изразу (Álma máter - доброћудна мајка) која би могла добити од образоване маме, такође је име Алма било популарно након Кримског рата (Битка код Алме, 1854.) па би био избор оца, који је волео војне приче. Када је била на путу живела је аскетски живот и паре уложила у образовање, писање и путовање.

## Биографија
Рођена је 12. октобра 1889. године у Цељу, од оца француско-италијанског порекла Јакоба Карлина (1829-1898), мајора у аустроугрској војсци. Био је аполитичан и Алми често говорио да „Аустријски официр нема народности! Служи само Цесару и домовини!”. На гласања за градски одбор није излазио. Незванично отац је био рођак славном професору и истраживачу Ђованију Риналду - гроф Карли (Gian Rinaldo Carli (1720–1795)) чија једна грана се преселила у Француску, где се помешала са француском аристократијом. Један део је избегао гиљотину за време француске ревцолуције (1789) са бежањем на исток, у данашњу Рогашку Слатину (тада Аустријско царство, данас Словенија).
Mајкa је била Словенка, Вилибалдa Карлин рођена Михељак (1889-1950), учитељица у немачкој девојачкој школи у Цељу, била узгајана у немачком духу и имала углавном немачко друштво. Вилибалда је била кћер првог  нотара у Цељу (Мартина Михељака) а њена мама (Алмина баба по мами) је била Хелена Ковач. Мама је била веома лепог изгледа, висока, образована, са лепим гласом и слухом за певање  - лепота која ће касније одредити судбину Алминог живота.  Вилибалда је била у друштву и код ученика веома пожељена , тај статус у друштву лоше је утјецао на Алму, мама је на сав могучи начнин пробала да код доктора среди лево шкилаво око, чак и са операцијом која би била ризична, отац није пристао на операцију због могуче слепоће. И мама сама је трпела због "ружности свог детета". Своје хћерке се је донекле срамила и због тога никада није имала пристан однос са мамом. Негативизам маме и изглед је терао Алму да је два пута покушавала на самоубиство , код другог покушаја спасио је ученик и касније вереник (Кинез) Ци Сингјунг Лунгом, који је Алму звао у брак. 
Другачији став је имао отац, којем изглед није сметао и да је лепа каква је. Он је био, на мамин ужас, одговоран и за њену фризуру на четку. Алма је оца веома волела. Једна изрека коју је отац казао малој Алми такође је била даљна судбина „Ако идеш даље према Западу и следиш заласку Сунца, кроз месеце или године, вратичеш се опет у Цеље.”  Отац је због проблема са плућима пензионисао 1879. и преминуо 1898. године од рака јетре, од које је боловао осам година. Алма је била једино дете у добро стојечој породици средњег разреда, имали су и служкињу Мими, која је касније била Алмина другарица на првим путовањима у околини и једина до које је Алма била наклона.
Цеље је у то време био подељен између Словенаца и Аустријанаца, било је то време буџења словеначке националости (Младословеначки покрет, „Табори”); „Народна самосвест Словенаца се поново пробудила око 1860. и крајем века довелa до страшних сукоба...” записала је у биографији.  Словеначки народни дом отворили су 1897. поред њихове куче, шта је довело до додатног гнева мами Вилибалди, због сјене на њиховој кући - „То је била прва и не последња слабост нашег кварта.” 
Алма је говорила и писала немачким језиком, који је био главни језик Аустругарске, док се словеначким језиком слабо користила. Пацифизам оца је био и на рачун мира у широј породици, јер је једна тетка била веома прословеначка (Ида Баш) а друга веома прогерманска (Антонија Кончник) али је Алма схватила да отац никад није доносио германски етнос у питање.
Од малиих ногу показала је занимање за музику, цртање и за учење страних језика.

## Образовање
Након завршетка основне девојачке школе у Цељу, где су користили само немачки језик (акт цељског градског одбора 1870. да се у основним школама учи само у немачком језику)  , средње образовање завршила је у Грацу, а одатле отишла у Лондон где је 1913. године студирала енглески, француски, латински, француски, италијански, норвешки, дански, руски и шпански језик.
Оглас за курс француског језика видела је у цељским локалним новинама (Дојче Вахт) 1905., када се је мадам Сидонија Первање-Коталик доселила у Цеље. 1907. положи државни изпит за француски језик и почела са учењем енглеског којег заврши наредне године. Од 1908. сама даје курсеве француског и енглеског. Тим временом је почела да учи италијански језик. 

## Путовање светом
На почетку Првог светског рата морала је да одлази у Шведску и Норвешку јер је била непожељна као грађанка Аустроугарске у Лондону. Године 1918. након завршетка рата, вратила се у Цеље, где је основала школу страних језика, а након тога одлучила да путује широм света. Пре сваког путовања, изучавала је земљу коју ће обићи, а највише културу, географију и историју тих земаља. 24. новембра 1919. године почело је њено путовање светом, у родно Цеље вратила се тек 1928. године, а након тога добила визу за путовање у Јапан, коју је дуго чекала. Након тога путовала је по Јужној и Северној Америци, на Далеки исток, острва Пацифика, у Аустралију и Азију. О својим путовањима и доживљајима писала је у часописима и ревијама, укључујући и цељанске новине, као и за велики број немачких часописа.
Била је дугогодишњи етнограф и колекционар. Већину предмета коју је прикупила на својим путовањима слала је кући, а они се данас чувају у Покрајинском музеју у Цељу.
Њено последе велико путовање било је у Индију, из које се у Цеље вратила у јануару 1928. године.

## Други светски рат
Након окупације Југославије 1941. године, ухапшена је и требало је да буде протерана у Србију, али је пуштена након интервенције утицајних немачких пријатеља. 
Као чувени противник нацизма, придружила се партизанима у страху од Гестапоа у августу 1944. године, а надала се да ће преко њих стићи до Енглеске, где је планирала да побегне у јеку рата. Ипак, са партизанима је стигла само до Далмације, одакле се након рата вратила у Цеље.

## Дела
Према досадашњим сазнањима, Алма Карлин је објавила двадесет и четири књиге, више од четврдесет прозних романа, велики број чланака, песама, бележака и цртежа. Своја дела углавном је писала на енглеском и немачком језику.
Највећи и најзначајнији број радова - путописних књига, романа, етнолошких и теозофских радова, објавила је у периоду од 1928. до 1938. године, а 22 књиге објавила је у периоду од 1921. до 1927. године у различитим издавачким кућама, у Немачкој, Енглеској, Финској и Швајцарској. Неке од ових књига су штампане и у преко 80.000 примерака, а преведене су на енглески, француски и фински језик.
Њени радови су били изузетно цењени у Средној Европи, а многа њена предавања била су изузетно посећена. Неке од њених књига илустровао је сликар из Цеља, Август Фридерик.
Од великог броја њених записа издате су три текста : Der Transport, Der Kampf mit dem Ortsgruppenführer Ewald Wrentschur in Bei den Partisanen, која су у једној целини објављена 2007. године и преведена на словеначки језик, под насловом Моје изгубљене тополе.
Године 2009. снимљен је документарни филм о њеном животу који се зове Алма М. Карлин: Усамљено путовање. Алму је играла глумица Вероника Дролц, а филм је режирала Марта Фрелих.
По сценарију Маријана Пушавца, 2015. године, Јакоб Клеменчић је одрадио стрип Alma M. Karlin: Svetovljanka iz province: Življenjepis v stripu.

## Смрт
Преминула је 14. јануара 1950. године у 60. години живота од рака дојке и последица туберкулозе, у Печовнику код Цеља. По њеној жељи, сахрањена је у Штору на гробљу у насељу Светина заједно са другарицом Тее Гамерлин (Theа Gammelin).

## Фусноте
1. ↑  Наводно је користио име првог бискупа у Цељу, Св. Максимиљана (3. век н.е.), који има имендан 12. октобра - рођендан Алме
2. ↑  Често је била на рубу гладовања
3. ↑  податак да је био први нотар је незваничан
4. ↑  Алма се је родила са физичким хибама (лево око, крива рама) и тежко је подносила терет да је мама уради лепшом односно исправи хибе са ношењем каиша преко раме и ношењем корзета
5. ↑  Након Мађарске револуције 1848. уступцима аустријског царја основне школе би требале бити двојезичне